# Ronde van Vlaanderen 1920
De 4e editie van de Ronde van Vlaanderen werd verreden op 21 maart 1920 over een afstand van 248 km met start in Gent en aankomst in Gentbrugge. De gemiddelde uursnelheid van de winnaar was 26,105 km/h. Van de 114 vertrekkers bereikten er 27 de aankomst.

## Hellingen
- Tiegemberg
- Kwaremont

## Uitslag
| Rang | Renner           | Land   | Ploeg       | Tijd      |
| ---- | ---------------- | ------ | ----------- | --------- |
| 1    | Jules Vanhevel   | België | geen        | 9u 30'00" |
| 2    | Albert Dejonghe  | België | geen        | z.t.      |
| 3    | Fons Van Hecke   | België | geen        | op 1'00"  |
| 4    | Emile Masson     | België | Alcyon      | op 11'00" |
| 5    | Louis Mottiat    | België | La Sportive | z.t.      |
| 6    | Henri Burghraeve | België | geen        | op 18'00" |
| 7    | Lucien Buysse    | België | geen        | z.t.      |
| 8    | Urbain Anseeuw   | België | La Sportive | z.t.      |
| 9    | Louis Budts      | België | geen        | z.t.      |
| 10   | Isidoor Mechant  | België | geen        | op 19'30" |

1913 · 
1914 · 
1915 · 
1916 · 
1917 · 
1918 · 
1919 · 
1920 · 
1921 · 
1922 · 
1923 · 
1924 · 
1925 · 
1926 · 
1927 · 
1928 · 
1929 · 
1930 · 
1931 · 
1932 · 
1933 · 
1934 · 
1935 · 
1936 · 
1937 · 
1938 · 
1939 · 
1940 · 
1941 · 
1942 · 
1943 · 
1944 · 
1945 · 
1946 · 
1947 · 
1948 · 
1949 · 
1950 · 
1951 · 
1952 · 
1953 · 
1954 · 
1955 · 
1956 · 
1957 · 
1958 · 
1959 · 
1960 · 
1961 · 
1962 · 
1963 · 
1964 · 
1965 · 
1966 · 
1967 · 
1968 · 
1969 · 
1970 · 
1971 · 
1972 · 
1973 · 
1974 · 
1975 · 
1976 · 
1977 · 
1978 · 
1979 · 
1980 · 
1981 · 
1982 · 
1983 · 
1984 · 
1985 · 
1986 · 
1987 · 
1988 · 
1989 · 
1990 · 
1991 · 
1992 · 
1993 · 
1994 · 
1995 · 
1996 · 
1997 · 
1998 · 
1999 · 
2000 · 
2001 · 
2002 · 
2003 · 
2004 · 
2005 · 
2006 · 
2007 · 
2008 · 
2009 · 
2010 · 
2011 · 
2012 · 
2013 · 
2014 · 
2015 · 
2016 · 
2017 · 
2018 · 
2019 · 
2020 · 
2021 · 
2022 · 
2023 · 
2024
Lijst van beklimmingen